# Saint-Éloy-d’Allier
Saint-Éloy-d’Allier település Franciaországban, Allier megyében. Lakosainak száma 56 fő (2022. január 1.). Saint-Éloy-d’Allier Saint-Désiré, Viplaix, Sidiailles és Culan községekkel határos.

## Népesség
A település népessége az elmúlt években az alábbi módon változott:
| Lakosok száma | 119  | 88   | 63   | 59   | 50   | 47   | 43   | 38   | 44   | 56   |
|               | 1968 | 1982 | 1990 | 2006 | 2013 | 2015 | 2017 | 2019 | 2020 | 2022 |